# Frank Jacobsson
Frank Charles Jacobsson (ur. 6 lipca 1930 w Bostonie, zm. 26 lutego 2017 w Göteborgu) – szwedzki piłkarz występujący na pozycji pomocnika. Brat innego piłkarza, Karla-Alfreda Jacobssona.
W barwach GAIS rozegrał 126 spotkań i zdobył 24 bramki w Allsvenskan. W 1954 zdobył z klubem mistrzostwo Szwecji.
W reprezentacji Szwecji zadebiutował 29 czerwca 1951 w przegranym 3:4 towarzyskim meczu z Finlandią i strzelił wówczas swojego jedynego gola w kadrze. W latach 1951–1953 w drużynie narodowej rozegrał sześć spotkań.